# Kim Dong-hyun (lottatore)
Kim Dong-hyun (hangŭl (김동현?); Suwon, 17 novembre 1981) è un lottatore di arti marziali miste sudcoreano.
Combatte nella categoria dei pesi welter per la promozione statunitense UFC.
Per i ranking ufficiali dell'UFC è il contendente numero 9 nella divisione dei pesi welter.

## Caratteristiche tecniche
Kim è principalmente un grappler e fa buon uso della sua stazza e della sua tecnica nel judo per portare a terra l'avversario dal clinch e controllarlo con un posizionamento dall'alto asfissiante.
Nonostante la sua tecnica dominante nel controllare l'avversario a terra Kim risulta sterile nei tentativi di finalizzare l'avversario tramite KO o sottomissione, e anche per questo motivo viene spesso indicato come un lottatore dallo stile non esaltante.
La sua abilità nel grappling gli ha permesso di prendere parte al prestigioso torneo ADCC Submission Wrestling World Championship del 2013 nella categoria fino agli 88 kg, venendo sconfitto al primo turno da Romulo Barral il quale andò poi a vincere il torneo.

## Carriera nelle arti marziali miste

### Inizi in Asia
Kim Dong-Hyun, il cui nome viene spesso anglicizzato in "Dong Hyun Kim" e abbreviato con la sigla "DHK", iniziò a praticare judo mentre frequentava l'università di Yongin e la transizione verso le MMA fu immediata.
Debuttò nella promozione Spirit MC di Seul nel 2004 ottenendo due vittorie consecutive per decisione unanime.
Nel 2006 si trasferì in Giappone ed iniziò a combattere per l'organizzazione DEEP di Tokyo, nella quale in poco più di un anno vinse 7 incontri consecutivi, mettendo KO con un body slam il campione in carica Hidehiko Hasegawa in un incontro non valido per il titolo.
Nell'ottobre del 2007 affrontò nuovamente Hasegawa in un incontro valido per la cintura dei pesi welter DEEP, ma questa volta il match terminò in parità ed il giapponese rimase campione.
Con un record immacolato di nove vittorie ed un pareggio Kim attirò a sé l'interesse delle maggiori promozioni di MMA al mondo e il suo passaggio alla dominante organizzazione nipponica Pride sembrava cosa fatta, ma proprio quel mese la promozione statunitense UFC acquistò la Pride causandone la chiusura.
Successivamente fu la WEC ad offrire un contratto a Kim, ma l'atleta sudcoreano rifiutò in quanto la promozione nordamericana in questione non aveva alcuna copertura televisiva in Corea del Sud; alla fine fu proprio l'UFC, ormai organizzazione di MMA numero 1 al mondo, a mettere sotto contratto Kim.

### Ultimate Fighting Championship
Kim esordì in UFC il 24 maggio 2008 con l'evento UFC 84: Ill Will sconfiggendo senza troppi patemi il britannico Jason Tan.
Lo stesso anno affrontò il pericoloso Matt Brown e vinse con un punteggio stretto e discutibile.
Nel 2009 si confrontò con il judoka ed ex campione WEC Karo Parisyan, subendo la prima sconfitta in carriera per una dubbia e criticata decisione dei giudici di gara; in seguito l'atleta armeno risultò positivo all'utilizzo di analgesici e di conseguenza il risultato dell'incontro venne cambiato in "No Contest", lasciando il record di Kim privo di sconfitte.
Successivamente asfaltò la futura stella dei pesi leggeri TJ Grant con tutti i giudici che assegnarono all'atleta asiatico il punteggio di 30–26.
Quell'anno avrebbe dovuto affrontare Dan Hardy in un incontro che probabilmente avrebbe determinato il contendente al titolo dei pesi welter, ma Kim diede forfait a causa di un infortunio.
Anche il 2010 iniziò con un infortunio che impedì a Kim di affrontare Chris Lytle, e il ritorno in gabbia avvenne in maggio contro Amir Sadollah, avversario che il sudcoreano dominò nettamente vincendo ai punti tutti e tre i round.
In ottobre avrebbe dovuto vedersela con l'imbattuto John Hathaway ma un altro acciacco gli impedì di competere.
Nel 2011 Kim ottenne una delle vittorie più importanti in carriera sconfiggendo ai punti il talentuoso campione The Ultimate Fighter ed ex campione WEC Nate Diaz; al termine dell'incontro chiese la possibilità di lottare per il titolo contro il campione in carica Georges St-Pierre.
In luglio affrontò l'ex campione WEC e futuro campione ad interim Carlos Condit, venendo sconfitto per KO nel primo round e subendo così la prima sconfitta ufficiale in carriera.
Si rifece in dicembre dominando il canadese Sean Pierson.
Nel 2012 affrontò Demian Maia, ex contendente al titolo dei pesi medi e fuoriclasse del BJJ: Kim accusò uno spasmo nei primi secondi dell'incontro e dovette dichiarare la resa.
In novembre lottò per la prima volta in Asia da quando venne messo sotto contratto dall'UFC, affrontando la cintura nera di judo e jiu jitsu brasiliano Paulo Thiago a Macao e dominando nettamente l'avversario.
Nel 2013 venne messo contro il pericoloso striker Siyar Bahadurzada: Kim sfoderò un'altra prestazione magistrale e tutti e tre i giudici assegnarono i tre round al coreano.
Lo stesso anno mise a segno un'altra importante vittoria mettendo KO il promettente Erick Silva ed ottenendo il premio Knockout of the Night.
Nel 2014 stende con una spettacolare gomitata anche il talento inglese John Hathaway (record in UFC: 7-1), il quale tornava da uno stop di 17 mesi, in un incontro disputatosi a Macao, ottenendo il riconoscimento Performance of the Night.
Sempre a Macao era in programma la sfida contro il top fighter ed ex campione dei pesi medi Bellator Hector Lombard, ma quest'ultimo s'infortunò e venne sostituito da Tyron Woodley: Kim venne sconfitto per KO in un minuto.
Kim torna a combattere a maggio del 2015, sconfiggendo Josh Burkman con un triangolo di braccio a 2 minuti dall'inizio del terzo round.
A novembre avrebbe dovuto affrontare Jorge Masvidal. Tuttavia, Masvidal venne spostato nel main event della card per affrontare Benson Henderson, sostituendo l'infortunato Thiago Alves. Kim dovette vedersela con Dominique Steele. Dopo 3 minuti dall'inizio dell'incontro, Kim riuscì a mandare l'avversario al tappeto e ad intrappolarlo nella posizione chiamata "crocifisso"; da qui mise a segno uno numero incredibili di pugni che portarono al termine del match per KO tecnico.
Kim doveva affrontare Neil Magny il 20 agosto all'evento UFC 202. Tuttavia, il 12 luglio, Kim subì un infortunio e venne rimpiazzato da Lorenz Larkin.
Il 19 novembre avrebbe dovuto affrontare l'islandese Gunnar Nelson nel main event di UFC Fight Night 99. Tuttavia, il 21 ottobre, Nelson venne rimosso dalla card per infortunio, portando così la UFC a cancellare l'incontro.
A dicembre riuscì a sconfiggere per decisione non unanime il belga Tarec Saffiedine, all'evento UFC 207.

### Risultati nelle arti marziali miste
| Risultato  | Record     | Avversario         | Metodo                               | Evento                                  | Data              | Round | Tempo | Città                  | Note                               |
| ---------- | ---------- | ------------------ | ------------------------------------ | --------------------------------------- | ----------------- | ----- | ----- | ---------------------- | ---------------------------------- |
| Vittoria   | 22-3-1 (1) | Tarec Saffiedine   | Decisione (non unanime)              | UFC 207: Nunes vs. Rousey               | 30 dicembre 2016  | 3     | 5:00  | Paradise, Stati Uniti  |                                    |
| Vittoria   | 21-3-1 (1) | Dominique Steele   | KO Tecnico (pugni)                   | UFC Fight Night: Henderson vs. Masvidal | 28 novembre 2015  | 1     | 3:11  | Seul, Corea del Sud    |                                    |
| Vittoria   | 20-3-1 (1) | Josh Burkman       | Sottomissione (triangolo di braccio) | UFC 187: Jones vs. Johnson              | 23 maggio 2015    | 3     | 2:13  | Las Vegas, Stati Uniti |                                    |
| Sconfitta  | 19-3-1 (1) | Tyron Woodley      | TKO Tecnico (pugni)                  | UFC Fight Night: Bisping vs. Le         | 23 agosto 2014    | 1     | 1:01  | Cotai, Macao           |                                    |
| Vittoria   | 19-2-1 (1) | John Hathaway      | KO (gomitata girata)                 | UFC Fight Night: Kim vs. Hathaway       | 1º marzo 2014     | 3     | 1:02  | Cotai, Macao           |                                    |
| Vittoria   | 18-2-1 (1) | Erick Silva        | KO (pugno)                           | UFC Fight Night: Maia vs. Shields       | 9 ottobre 2013    | 2     | 3:01  | Barueri, Brasile       |                                    |
| Vittoria   | 17-2-1 (1) | Siyar Bahadurzada  | Decisione (unanime)                  | UFC on Fuel TV: Silva vs. Stann         | 3 marzo 2013      | 3     | 5:00  | Saitama, Giappone      |                                    |
| Vittoria   | 16-2-1 (1) | Paulo Thiago       | Decisione (unanime)                  | UFC on Fuel TV: Franklin vs. Le         | 10 novembre 2012  | 3     | 5:00  | Cotai, Macao           |                                    |
| Sconfitta  | 15-2-1 (1) | Demian Maia        | TKO Tecnico (infortunio)             | UFC 148: Silva vs. Sonnen II            | 7 luglio 2012     | 1     | 0:42  | Las Vegas, Stati Uniti |                                    |
| Vittoria   | 15-1-1 (1) | Sean Pierson       | Decisione (unanime)                  | UFC 141: Lesnar vs. Overeem             | 30 dicembre 2011  | 3     | 5:00  | Las Vegas, Stati Uniti |                                    |
| Sconfitta  | 14-1-1 (1) | Carlos Condit      | TKO (ginocchiata in salto e pugni)   | UFC 132: Cruz vs. Faber                 | 2 luglio 2011     | 1     | 2:58  | Las Vegas, Stati Uniti |                                    |
| Vittoria   | 14-0-1 (1) | Nate Diaz          | Decisione (unanime)                  | UFC 125: Resolution                     | 1º gennaio 2011   | 3     | 5:00  | Las Vegas, Stati Uniti |                                    |
| Vittoria   | 13-0-1 (1) | Amir Sadollah      | Decisione (unanime)                  | UFC 114: Rampage vs. Evans              | 29 maggio 2010    | 3     | 5:00  | Las Vegas, Stati Uniti |                                    |
| Vittoria   | 12-0-1 (1) | TJ Grant           | Decisione (unanime)                  | UFC 100                                 | 11 luglio 2009    | 3     | 5:00  | Las Vegas, Stati Uniti |                                    |
| No Contest | 11-0-1 (1) | Karo Parisyan      | No Contest (doping)                  | UFC 94: St-Pierre vs. Penn 2            | 31 gennaio 2009   | 3     | 5:00  | Las Vegas, Stati Uniti |                                    |
| Vittoria   | 11-0-1     | Matt Brown         | Decisione (non unanime)              | UFC 88: Breakthrough                    | 6 settembre 2008  | 3     | 5:00  | Atlanta, Stati Uniti   |                                    |
| Vittoria   | 10-0-1     | Jason Tan          | KO Tecnico (gomitate)                | UFC 84: Ill Will                        | 24 maggio 2008    | 3     | 0:25  | Las Vegas, Stati Uniti | Debutto in UFC                     |
| Parità     | 9–0-1      | Hidehiko Hasegawa  | Parità                               | Deep: 32nd Impact                       | 10 ottobre 2007   | 3     | 5:00  | Tokyo, Giappone        | Per il titolo dei Pesi Welter DEEP |
| Vittoria   | 9–0        | Hidehiko Hasegawa  | KO (body slam e pugni)               | Deep: 31st Impact                       | 5 agosto 2007     | 3     | 4:57  | Tokyo, Giappone        |                                    |
| Vittoria   | 8–0        | Yukiharu Maejima   | KO (pugni)                           | Deep: CMA Festival 2                    | 23 luglio 2007    | 1     | 0:11  | Tokyo, Giappone        |                                    |
| Vittoria   | 7–0        | Hidenobu Koike     | KO (pugno)                           | Deep: 28th Impact                       | 16 febbraio 2007  | 2     | 4:33  | Tokyo, Giappone        |                                    |
| Vittoria   | 6–0        | Jun Ando           | KO Tecnico (pugni)                   | Deep: 27th Impact                       | 20 dicembre 2006  | 2     | 0:44  | Tokyo, Giappone        |                                    |
| Vittoria   | 5–0        | Kousei Kubota      | KO (ginocchiata)                     | Deep: 26th Impact                       | 10 ottobre 2006   | 1     | 2:46  | Tokyo, Giappone        |                                    |
| Vittoria   | 4–0        | Tomoyoshi Iwamiya  | Decisione (unanime)                  | Deep: 25th Impact                       | 4 agosto 2006     | 2     | 5:00  | Tokyo, Giappone        |                                    |
| Vittoria   | 3–0        | Mitsunori Tanimura | Sottomissione (rear naked choke)     | Deep: CMA Festival                      | 24 maggio 2006    | 1     | 4:28  | Tokyo, Giappone        |                                    |
| Vittoria   | 2–0        | Kim Hyung-Kwang    | Decisione (unanime)                  | Spirit MC 5: 2004 GP Unlimited          | 11 settembre 2004 | 3     | 5:00  | Seul, Corea del Sud    |                                    |
| Vittoria   | 1–0        | Noh Young-Ahm      | Decisione (unanime)                  | Spirit MC 3: I Will Be Back!!!          | 10 aprile 2004    | 3     | 5:00  | Seul, Corea del Sud    |                                    |

## Televisione
Kim Dong-Hyun è diventato popolare in patria grazie alla sua carriera nelle arti marziali miste ed è apparso in diverse occasioni nelle reti televisive sudcoreane:
- ha preso parte ad una puntata del programma televisivo Running Man;
- ha interpretato un ruolo nel videoclip della canzone Baby I'm Sorry della boy band MYNAME assieme all'altro atleta di MMA Yoshihiro Akiyama.